# 결벽증

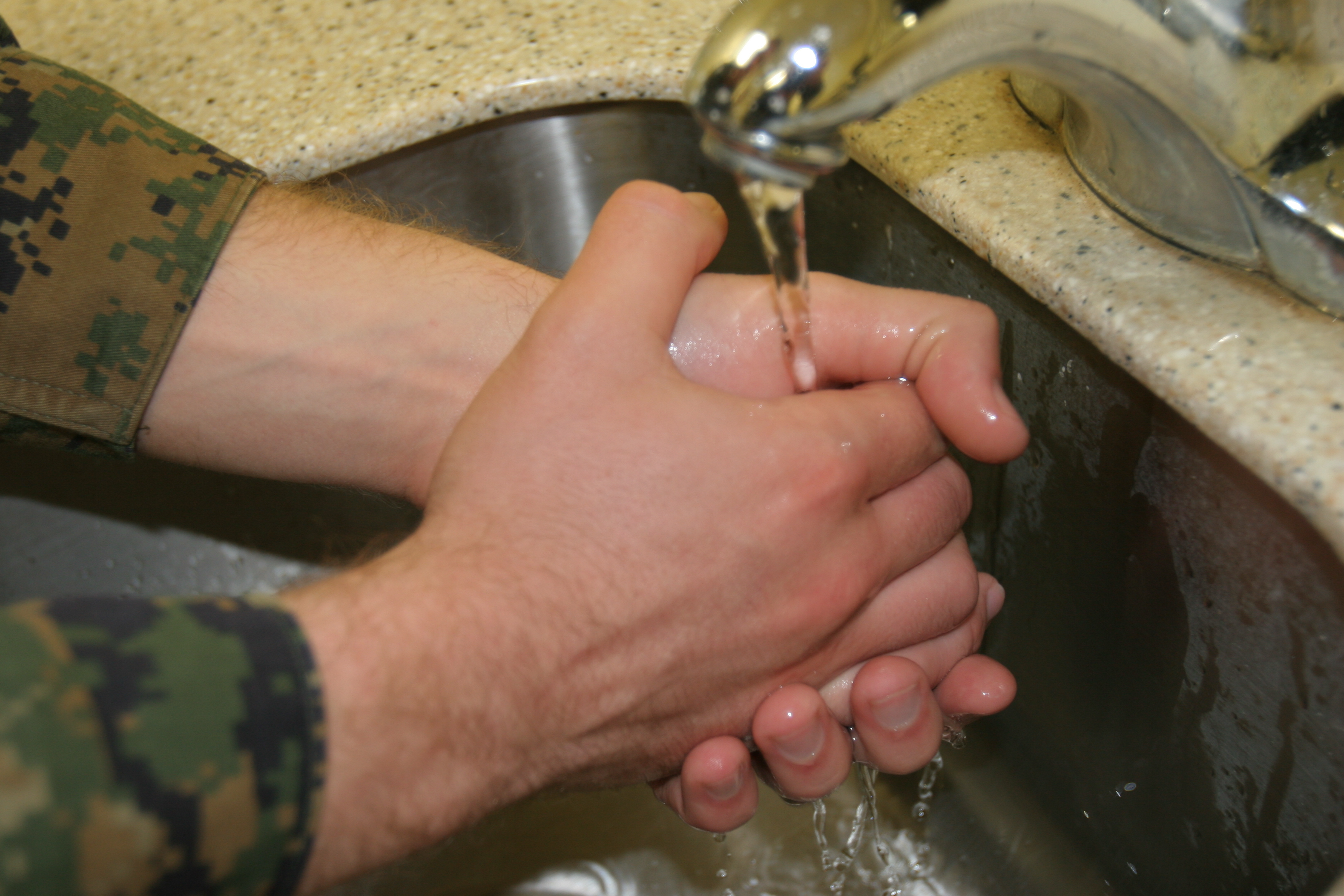

결벽증(潔癖症, mysophobia, verminophobia, germophobia, germaphobia, bacillophobia, bacteriophobia)은 오염과 세균에 대한 병적인 공포증이다. 불결 공포증이라고도 한다. 이 용어는 1879년에 반복적으로 손을 씻는 강박 장애(OCD)를 설명하던 윌리엄 알렉산더 해먼드에 의해 고안되었다. 오물에 대한 비정상적인 공포와 직접적으로 관련된 명칭에는 기억 공포증, 체벌 공포증, 주름 공포증을 포함하지만 세균 공포증과 세균 오염 공포증이 일반적으로 세균과 미생물에 대한 공포증을 가리킨다.
결벽증의 영어 낱말 mysophobia는 불결을 뜻하는 그리스어 낱말 μύσος(musos)와 공포를 뜻하는 φόβος(phobos)에서 기원한다.

## 같이 보기
- 살리로필리아(영어판)
- 공포 장애 목록